# Libra (divisa)
La libra, como unidad monetaria, tiene su origen en el valor de una libra de plata de gran pureza. La libra esterlina se simboliza como "£". 

## Historia
El nombre proviene de la palabra latina libra, una unidad romana de peso. 
La libra fue creada en 781 por Carlomagno como unidad de cuenta (en realidad no se acuñó) equivalente a una libra de plata (unos 409 gramos). Se subdividía en 20 sueldos, cada uno de 12 dineros; la libra valía pues 240 dineros. 
Como explicaba Mateu y Llopis:

«El sistema monetario se hallaba basado en el sueldo y la libra, común a toda la Europa del siglo XI, como recuerdo del sistema carolingio. La base del sueldo era el dinero, moneda efectiva, de vellón, con un divisor, su mitad, llamado óbolo o miaja; la suma de doce dineros integraban el sueldo, unidad de cuenta, llamado sueldo jaqués; la suma de 20 sueldos jaqueses era la libra, unidad también de cuenta, la mayor.»
Felipe Mateu y Llopis, La moneda española, 1946.

Este sistema sirvió de modelo para muchas de las monedas europeas, incluyendo la libra esterlina, la lira italiana, el chelín (sueldo), el dinero de los reinos hispanos, el dinheiro portugués, o el penique (dinero).

## Ámbito de uso
Es o ha sido la moneda de los siguientes países o territorios:
- Chipre
- Egipto
- España, generalmente era una moneda de cuenta:
  - Libra mallorquina, antigua moneda de Mallorca, de curso legal en España hasta el año 1868.
  - Libra aragonesa o libra jaquesa, moneda de cuenta del Reino de Aragón.
  - Libra castellana es igual a 10 reales, a 20 sueldos o a 240 dineros.
  - Libra valenciana es igual a 8 reales de plata, a 10 reales valencianos, a 20 sueldos o a 240 dineros.
  - Libra navarra equivalía a 30 maravedíes castellanos en el siglo XVIII.[2]
- Francia
- Gibraltar
- Haití
- Irlanda (hasta su sustitución por el euro, el 1 de enero de 2002)
- Israel (hasta su sustitución por el séquel, en febrero de 1980)
- Jersey
- Líbano
- Malta
- Malvinas
- Reino Unido
- Santa Elena
- Siria

Es también el nombre de una criptomoneda lanzada por Facebook en 2019.